# 孙琬
孙琬，浙江人，是一名清朝政治人物。
孙琬曾于1840年接替徐家槐任南汇县知县一职，1841年由范凤谐接任。